# Майр, Никола
Никола Майр (итал. Nicola Mayr; род. 6 апреля 1978 года, Ауна-ди-Сотто, Италия) — итальянская конькобежка; Участница зимних Олимпийских игр 2002 года, 8-кратная чемпионка и 3-кратная призёр чемпионата Италии..

## Биография
Никола Майр родилась в курортном посёлке Ауна-ди-Сотто в коммуне Ренон и начала заниматься конькобежным спортом в возрасте 8-ми лет. С 1990 года стала участвовать в молодёжных чемпионатах Италии, а в 1994 году уже выступала на взрослом уровне на Национальном чемпионате. Через год дебютировала на юниорском чемпионате мира. В сезоне 1996/97 впервые участвовала на этапах Кубка мира и в декабре 1996 года стала чемпионом Италии в спринтерском многоборье и выиграла бронзу в классическом многоборье.
В январе 1997 года на дебютном чемпионате Европы в классическом многоборье заняла 17-е место. На чемпионате мира среди юниоров поднялась на 8-е место в сумме многоборья. Через год заняла 13-е место в многоборье на чемпионате Европы в Хельсинки. В декабре 1999 года во второй раз стала чемпионом Италии в комбинации спринта, а в декабре 2000 года выиграла классическое многоборье.
В 2002 году Майр стала 15-й в многоборье на чемпионате Европы в Эрфурте, после чего участвовала на зимних Олимпийских играх в Солт-Лейк-Сити, где заняла 27-е место в забеге на 1500 м и 22-е на 3000 м. В 2003 году после 12-го места в многоборье на чемпионате Европы в Херенвене Никола дебютировала на чемпионате мира в классическом многоборье и заняла 18-е место. В марте на чемпионате мира на отдельных дистанциях в Берлине заняла лучшее 15-е место в забеге на 5000 м.
В 2004 году на очередном чемпионате Европы в Херенвене финишировала 9-й в многоборье и 18-й на чемпионате мира в классическом многоборье. Также в том году заняла 14-е место на дистанции 1500 м на чемпионате мира на отдельных дистанциях. В январе 2005 года на чемпионате Европы Майр финишировала 8-й в сумме многоборья, показав лучший результат за всё время её карьеры. Следом на этапе Кубка мира в Базельга-де-Пине впервые попала на подиум, завоевав бронзовую медаль в командной гонке.
В феврале на чемпионате мира в классическом многоборье Никола вновь поднялась на 18-е место, а вот на чемпионате мира на отдельных дистанциях заняла 5-е место в командной гонке и 21-е в забеге на 3000 м. В сезоне 2005/06 она готовилась к участию в Олимпийских играх 2006 года, но в ноябре 2005 года на Олимпийском овале в Калгари, где она успешно заняла 3-е место в забеге на 1500 м, ей поставили диагноз аритмия, в результате чего прекращение спортивной пригодности и поездка обратно домой. В 2006 году она официально завершила карьеру спортсменки.

## Личная жизнь
Никола Майр вышла замуж за Энрико Эндрицци и в октябре 2010 года у них родился сын Райан. Никола в настоящее время является помощником тренера молодёжной сборной Италии по конькобежному спорту и работает инструктором по катанию на коньках для начинающих детей в провинции Больцано.